# Eclissi solare del 31 agosto 1932
L'Eclissi solare del 31 agosto 1932, di tipo totale, è un evento astronomico che ha avuto luogo il suddetto giorno attorno alle ore 20:03 UTC. La durata della fase massima dell'eclissi è stata di 1 minuto e 45 secondi e l'ombra lunare sulla superficie terrestre raggiunse una larghezza di 155 km. Il punto con la massima totalità è stato in Canada vicino al fiume Roggan.
L'eclissi del 31 agosto 1932 divenne la seconda eclissi solare nel 1932 e la 75ª nel XX secolo. La precedente eclissi solare si è verificata il 7 marzo 1932, la seguente il 24 febbraio 1933.
La totalità era visibile dai Territori del Nordovest (oggi Territori del Nordovest e Nunavut) e dal Quebec in Canada e Vermont nord-orientale, New Hampshire, Maine sud-occidentale, punta nord-orientale del Massachusetts e la penisola di Capo Cod nord-orientale negli Stati Uniti.

## Percorso e visibilità

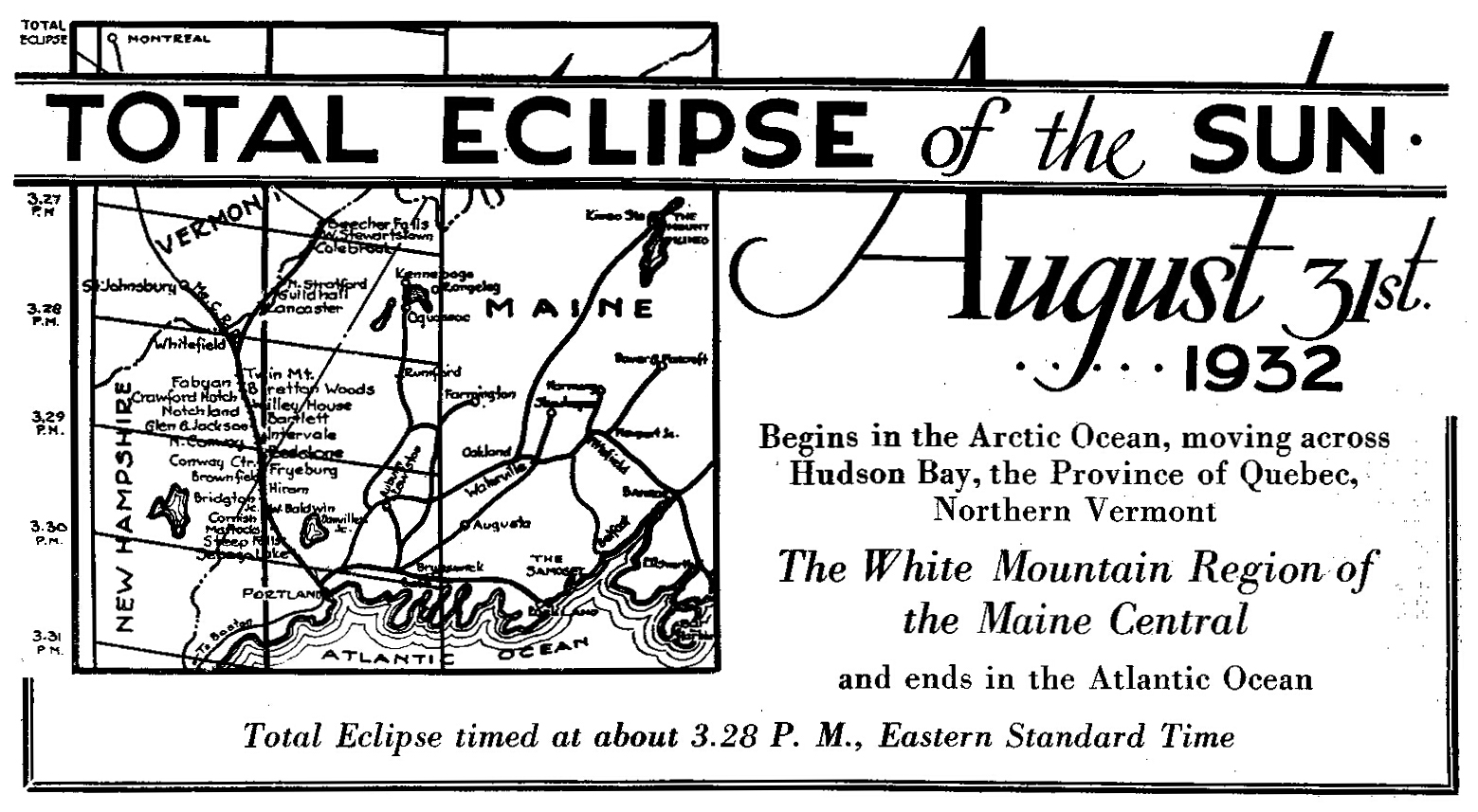
Avviso di una compagnia ferroviaria situata a Portland nel Maine

L'evento si è manifestato all'alba locale del 1º settembre nell'Oceano Artico a circa 110 chilometri a nord-est dell'isola bolscevica. L'ombra della Luna ha attraversato il nord-est della linea di data internazionale e poi si è diretta a sud attraverso l'Arcipelago artico canadese e verso la parte settentrionale del continente nordamericano, attraversando la baia di Hudson e raggiungendo la massima eclissi sulla costa nord ovest della regione di Jamésie nel Quebec. In seguito ha proseguito diagonalmente attraverso il Quebec e il nord-est degli Stati Uniti nel Nord Atlantico, culminando al tramonto del 31 agosto nelle Azzorre, Isole di Capo Verde, tra le Bermuda.

## Osservazioni a fini scientifici
Membri della Royal Astronomical Society of Canada hanno osservato l'evento da vari luoghi tra cui Acton Vale, Magog, Maskinongé, Sorel-Tracy e Louiseville. Il cielo intorno al Quebec era oscurato dalle nuvole la mattina del 31 agosto per poi diradarsi durante l'eclissi solare pomeridiana e disperdersi consentendo le osservazioni durante l'eclissi totale.

## Eclissi correlate

### Eclissi solari 1931 - 1935
Questa eclissi è un membro di una serie semestrale. Un'eclissi in una serie semestrale di eclissi solari si ripete approssimativamente ogni 177 giorni e 4 ore (un semestre) in nodi alternati dell'orbita della Luna.

### Ciclo di Saros 124
L'evento appartiene alla serie 124 del ciclo di Saros che per le eclissi solari si verifica nel nodo discendente della Luna, ripetendosi ogni 18 anni, 11 giorni, contenente 73 eventi.